# ドミトリー・フェルケルザム
ドミトリー・グスターヴォヴィチ・フォン・フェリケルザム（ドミートリイ・フョリケルザム；ロシア語:Дми́трий Густа́вович фон Фёлькерзам、ドイツ語:Dmitri Gustawowitsch von Fölkersamドミトリ・グスタヴォヴィチ・フォン・フェルカーザム、1846年5月11日‐1905年5月24日）は、ロシア帝国の海軍軍人。バルチック艦隊の副司令官だったが、日本海海戦の直前に艦上で病死した。

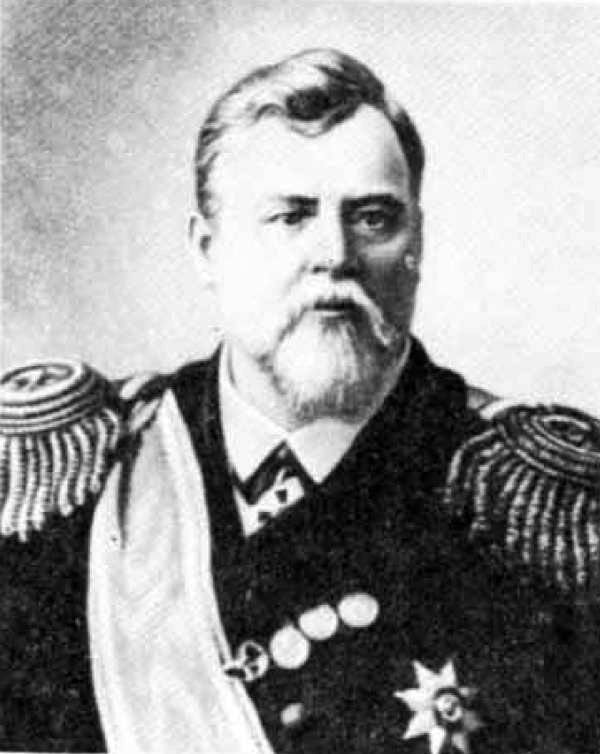
ドミトリー・フェリケルザム

## 経歴

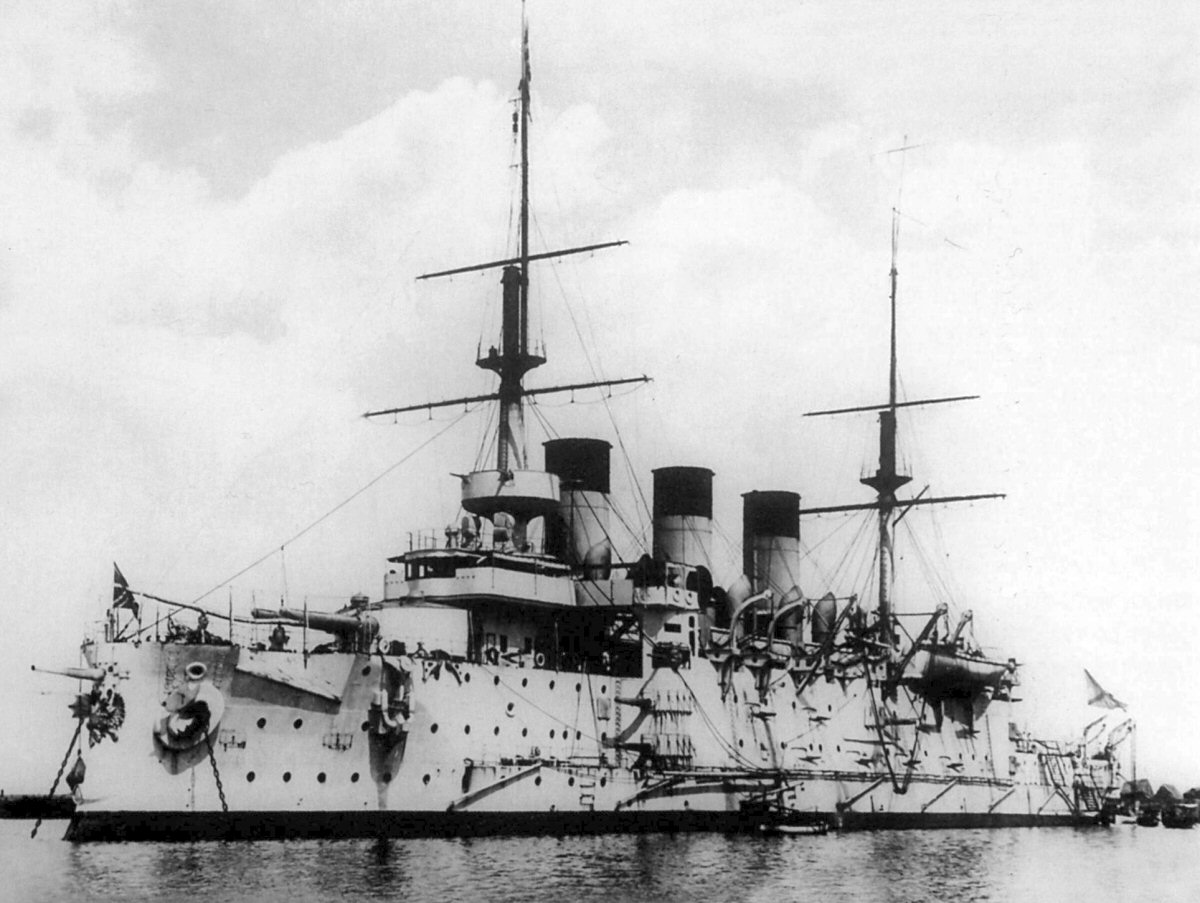
フェリケルザムが司令官として乗艦した戦艦「オスリャービャ」

ドイツ系。1867年に海事学校を首席で卒業。同年4月士官候補生となった。1869年、准尉。1872年、少尉に任官。1884年から1887年、フリゲート「ヴラジーミル・モノマーフ」乗組員。1885年に中佐、1893年に大佐に昇進。1895年から1899年、戦艦「インペラートル・ニコライ1世」艦長。同時に1899年まで艦隊教育部長。1899年12月、少将に昇進。1900年、サンクトペテルブルクで艦砲委員会委員長。1902年、バルト海艦隊砲術教育部長。
1904年の日露戦争の勃発後、旅順港で日本軍に包囲された第1太平洋艦隊の増援として、ヨーロッパから太平洋に回航されるジノヴィー・ロジェストヴェンスキーを司令官とする第2太平洋艦隊（いわゆる「バルチック艦隊」）が編成され、フェルケルザムはその第2戦艦隊司令官（副司令官格）に任命され、第2戦艦隊旗艦「オスリャービャ」に乗艦した。1904年10月にバルト海を出港した艦隊は、アフリカ大陸を周航する隊とスエズ運河を通過する隊に分かれてインド洋に入ったが、フェリケルザムはアフリカ大陸を周航する｢オスリャービャ｣を一旦降り、スエズ運河を通過する隊を指揮した。
1905年4月に入ると、フェリケルザムの健康状態が悪化。艦隊が南シナ海に入るとますます悪化した。目的地の日本海を目前にした同年5月24日、フェリケルザムは旗艦｢オスリャービャ｣で病死した。59歳没。事前に定められた信号旗による暗号で、ロジェストヴェンスキーはフェリケルザム死去を知らされた。艦隊の士気に関わるとしてその死は秘匿され、遺体は艦内の冷蔵倉庫に安置され、同僚の第3太平洋艦隊司令官ニコライ・ネボガトフさえもフェルケルザムの死を知らされなかった。
バルチック艦隊は死んだフェリケルザムの将官旗を掲げたまま3日後の日本海海戦に臨み、彼の遺体を乗せた｢オスリャービャ｣は日本の連合艦隊の集中砲火を浴びてロシア艦隊で最初に沈没した。